# Discografia dei Gemelli DiVersi
La discografia dei Gemelli DiVersi, gruppo musicale italiano, è costituita da sette album in studio, uno dal vivo, una raccolta, trentuno singoli e altrettanti video musicali, pubblicati dal 1998.

## Album

### Album in studio
| Anno                                                                  | Titolo | Classifiche | Classifiche | Certificazioni     |
| Anno                                                                  | Titolo | ITA         | SWI         | Certificazioni     |
| --------------------------------------------------------------------- | --- | ----------- | ----------- | ------------------ |
| 1998                                                                  | Gemelli DiVersi - Pubblicato: 28 agosto 1998 - Etichetta: Best Sound Ricordi - Formati: CD                      | 11          | —           | - ITA: Platino     |
| 2000                                                                  | 4x4 - Pubblicato: 3 novembre 2000 - Etichetta: Best Sound Ricordi - Formati: CD                                 | 19          | 99          |                    |
| 2002                                                                  | Fuego - Pubblicato: 4 ottobre 2002 - Etichetta: Best Sound Ricordi - Formati: CD                                | 7           | 67          | - ITA: Platino (2) |
| 2004                                                                  | Reality Show - Pubblicato: 22 ottobre 2004 - Etichetta: BMG Ricordi - Formati: CD                               | 7           | 63          |                    |
| 2007                                                                  | BOOM! - Pubblicato: 8 giugno 2007 - Etichetta: BMG Ricordi - Formati: CD, download digitale                     | 6           | 50          |                    |
| 2012                                                                  | Tutto da capo - Pubblicato: 11 settembre 2012 - Etichetta: BMG Ricordi - Formati: CD, download digitale         | 1           | 51          |                    |
| 2016                                                                  | Uppercut - Pubblicato: 21 ottobre 2016 - Etichetta: Believe Digital - Formati: CD, download digitale, streaming | 65          | —           |                    |
| "—" indica una pubblicazione che non si è classificata in quel paese. | |             |             |                    |

### Album dal vivo
| Anno | Titolo                                                                                     | Classifiche |
| Anno | Titolo                                                                                     | ITA         |
| ---- | ------------------------------------------------------------------------------------------ | ----------- |
| 2001 | Come piace a me - Pubblicato: 15 giugno 2001 - Etichetta: Best Sound Ricordi - Formati: CD | 45          |

### Raccolte
| Anno | Titolo | Classifiche | Classifiche | Certificazioni |
| Anno | Titolo | ITA         | SWI         | Certificazioni |
| ---- | --- | ----------- | ----------- | -------------- |
| 2021 | Senza fine 98-09 - The Greatest Hits - Pubblicato: 20 febbraio 2009 - Etichetta: BMG Ricordi - Formati: CD | 8           | 59          | - ITA: Oro     |

## Singoli
| Anno                                                                  | Titolo                                                  | Classifiche | Certificazioni | Album di provenienza                 |
| Anno                                                                  | Titolo                                                  | ITA         | Certificazioni | Album di provenienza                 |
| --------------------------------------------------------------------- | ------------------------------------------------------- | ----------- | -------------- | ------------------------------------ |
| 1998                                                                  | Un attimo ancora (feat. Jenny B)                        | —           | - ITA: Platino | Gemelli DiVersi                      |
| 1999                                                                  | Sarà il cemento                                         | —           |                | Gemelli DiVersi                      |
| 1999                                                                  | Ciò che poteva essere                                   | 12          |                | Gemelli DiVersi                      |
| 2000                                                                  | Musica                                                  | —           |                | 4x4                                  |
| 2000                                                                  | Chi sei adesso                                          | —           |                | 4x4                                  |
| 2000                                                                  | Anima gemella (feat. Eros Ramazzotti)                   | —           |                | 4x4                                  |
| 2001                                                                  | Come piace a me                                         | —           |                | Come piace a me                      |
| 2002                                                                  | Tu no                                                   | —           |                | Fuego                                |
| 2003                                                                  | Mary                                                    | —           | - ITA: Platino | Fuego                                |
| 2003                                                                  | Tu corri                                                | —           |                | Fuego                                |
| 2004                                                                  | Un altro ballo                                          | 9           |                | Reality Show                         |
| 2005                                                                  | Prima o poi                                             | —           |                | Reality Show                         |
| 2005                                                                  | Fotoricordo                                             | —           | - ITA: Oro     | Reality Show                         |
| 2005                                                                  | A Chiara piace vivere                                   | —           |                | Reality Show                         |
| 2007                                                                  | Ancora un po'                                           | —           |                | BOOM!                                |
| 2007                                                                  | Istruzioni per l'(ill)uso                               | —           |                | BOOM!                                |
| 2007                                                                  | Icaro                                                   | —           |                | BOOM!                                |
| 2009                                                                  | Vivi per un miracolo                                    | 7           |                | Senza fine 98-09 - The Greatest Hits |
| 2009                                                                  | Nessuno è perfetto                                      | —           |                | Senza fine 98-09 - The Greatest Hits |
| 2009                                                                  | Senza fine (feat. J-Ax, Space One e DJ Zak)             | —           |                | Senza fine 98-09 - The Greatest Hits |
| 2012                                                                  | Per farti sorridere                                     | 28          | - ITA: Oro     | Tutto da capo                        |
| 2012                                                                  | Spaghetti Funk Is Dead (feat. J-Ax, Space One e DJ Zak) | —           |                | Tutto da capo                        |
| 2012                                                                  | V.A.I.                                                  | —           |                | Tutto da capo                        |
| 2012                                                                  | Questa è una rapina                                     | —           |                | Tutto da capo                        |
| 2013                                                                  | Alla goccia                                             | —           |                | Tutto da capo                        |
| 2013                                                                  | Tutto da capo                                           | —           |                | Tutto da capo                        |
| 2016                                                                  | La fiamma                                               | —           |                | Uppercut                             |
| 2022                                                                  | Vero                                                    | —           |                | /                                    |
| 2022                                                                  | Torcida                                                 | —           |                | /                                    |
| 2023                                                                  | Marrakech                                               | —           |                | /                                    |
| 2024                                                                  | Impossibile                                             | —           |                | /                                    |
| 2025                                                                  | 1993                                                    | —           |                | /                                    |
| "—" indica una pubblicazione che non si è classificata in quel paese. |                                                         |             |                |                                      |

## Collaborazioni
| Anno | Titolo                                                                       | Certificazioni | Album di provenienza |
| ---- | ---------------------------------------------------------------------------- | -------------- | -------------------- |
| 2018 | La triste storia dei ragazzi di provincia (Il Pagante feat. Gemelli DiVersi) | - ITA: Oro     | Paninaro 2.0         |

## Video musicali
| Anno | Titolo                                                  | Regista/i                       |
| ---- | ------------------------------------------------------- | ------------------------------- |
| 1998 | Una così                                                | Manetti Bros.                   |
| 1998 | Un attimo ancora (feat. Jenny B)                        | Alessandra Pescetta             |
| 1999 | Sarà il cemento                                         | Claudio Sinatti                 |
| 1999 | Ciò che poteva essere                                   | —                               |
| 2000 | Musica                                                  | Claudio Sinatti                 |
| 2000 | Chi sei adesso                                          | Claudio Sinatti                 |
| 2000 | Anima gemella (feat. Eros Ramazzotti)                   | —                               |
| 2001 | Come piace a me                                         | —                               |
| 2002 | Tu no                                                   | —                               |
| 2003 | Mary                                                    | Carlo Strata                    |
| 2003 | Mary (Strano Remix)                                     | Gaetano Morbioli                |
| 2003 | Tu corri!                                               | Gaetano Morbioli                |
| 2004 | Un altro ballo                                          | Gaetano Morbioli                |
| 2005 | Prima o poi                                             | Gaetano Morbioli                |
| 2005 | Fotoricordo                                             | Gaetano Morbioli                |
| 2005 | A Chiara piace vivere                                   | Gaetano Morbioli                |
| 2007 | Ancora un po'                                           | Daniele Persica                 |
| 2007 | Istruzioni per l'(ill)uso                               | Maki Gherzi                     |
| 2007 | Icaro                                                   | Gaetano Morbioli                |
| 2009 | Vivi per un miracolo                                    | Cosimo Alemà                    |
| 2009 | Nessuno è perfetto                                      | Cosimo Alemà                    |
| 2009 | Senza fine (feat. J-Ax, Space One e DJ Zak)             | Grido                           |
| 2012 | Per farti sorridere                                     | Gaetano Morbioli                |
| 2012 | Spaghetti Funk Is Dead (feat. J-Ax, Space One e DJ Zak) | Luca Tartaglia                  |
| 2012 | V.A.I.                                                  | Mauro Russo                     |
| 2012 | Questa è una rapina (feat. DJ Steve Forest)             | Davide Fiore                    |
| 2013 | Alla goccia                                             | Mauro Russo                     |
| 2013 | Va tutto bene                                           | Weedo Wonka                     |
| 2013 | Tutto da capo                                           | —                               |
| 2016 | La fiamma                                               | Luca Tartaglia e Fabrizio Conte |
| 2022 | Vero                                                    | Luca Tartaglia                  |

#### Partecipazioni in video di altri artisti
| Anno | Titolo            | Artista                                        | Regista/i         |
| ---- | ----------------- | ---------------------------------------------- | ----------------- |
| 2007 | Amici un cazzo    | Space One feat. J-Ax, DJ Zak e Gemelli DiVersi | RedHorn Prod.     |
| 2020 | Portami al limite | Conte Bros feat. Gemelli DiVersi               | Marco D'Andragora |